# 劉哲 (南朝)
汝陰王劉哲（？—546年11月12日），彭城郡彭城縣人，南朝宋宗室疏族之後，南朝梁二王後之一。

## 生平
南朝梁普通三年（522年），汝陰王劉端去世。劉哲後襲封汝陰郡王。
中大同元年十月四日（546年11月12日），汝陰王劉哲去世。而後，侯景之亂爆發，是否有人襲爵已不可考。太平元年十二月二十四日（557年2月8日），紹封前代之後，劉叡得以襲爵。